# August der Halbstarke
August der Halbstarke ist ein österreichisches Filmlustspiel aus dem Jahre 1957 von Hans Wolff mit Theo Lingen in der Titelrolle. Die Geschichte basiert auf dem Schwank Der Meisterboxer von Otto Schwartz und Carl Mathern.

## Handlung
Seit einem halben Jahrhundert betreiben die beiden Brüder August und Emil Rums gemeinsam mit dem Prokuristen Anton Holzmann die Spirituosenfabrik Rums. Während der dicke Emil Junggeselle geblieben ist, haben August und Anton zwei ehemalige Girls einer Eislaufrevue, Mimi und Helene, geheiratet. Beide Männer stehen ziemlich unter der Fuchtel ihrer resoluten Gattinnen. Da Mimis neueste fixe Idee eine reine Rohkost-Ernährung ist, müssen nun alle Teilnehmer am Festessen zu Ehren des 50-jährigen Jubiläums an Möhren, Rüben und Spinat knabbern. Dies bringt auf die Dauer Spannungen in das Rums‘sche Familienleben. Deren Sohn Fritz hat derweil eine Liaison mit der Chansonsängerin Gitta Tamara begonnen, die er am heutigen Abend ausnahmsweise als musikalischer Leiter begleitet. Just zu diesem Zeitpunkt treffen Emil und August in derselben Lokalität, dem Nachtclub „Figaro“, ein, um dem Rohkostwahn Mimis daheim wenigstens eine Nacht zu entgehen. Dort wird nach Herzenslust geschlemmt. Mimi traut ihrem Gatten nicht über den Weg. Deshalb schnappt sie sich ihre Freundin Helene, und beide gehen auf die Suche nach dem abtrünnigen August. Als sie endlich im „Figaro“ anlanden, werden sie prompt fündig.
Der Zufall will es, dass dort zum selben Zeitpunkt ein zweiter August Rums, den jedoch alle Gustl nennen, eingetroffen ist. Der Mann ist Berufsboxer und offensichtlich ziemlich populär, denn eine Reihe von Fans verlangen nach seinem Autogramm. Mimi bekommt dies mit und beginnt nun zu glauben, dass Augusts heimliche Leidenschaft nicht das Dinieren in einem schicken Lokal ist, sondern vielmehr der Boxsport. So ist sie auch nicht böse, dass sie ihren Gatten beim Festschmaus entdeckt, denn sie muss annehmen, dass er als Boxer eine handfestere Ernährung benötigt als die magere Kost, die sie ihm daheim auftischt. August lässt sie in diesem Glauben, denn dann hat er endlich seine Ruhe. Für ihn beginnen die Probleme in dem Moment, in dem Mimi in der Zeitung liest, dass der Boxer Rums demnächst in Stuttgart einen Kampf gegen den Boxer Wilcox aus den USA bestreiten wird. Nun muss August, ob er will oder nicht, wenigstens so tun, als mache er sich nach Stuttgart auf. Er besteigt unter Mimis wachen Augen mit seinem „Sekundanten“ Emil den Zug … und steigt gleich auf der anderen Seite wieder aus. Die folgenden Tage tauchen August und Emil in der Mansarde seines Prokuristen unter. Der echte Boxer reist gleichfalls mit dem Zug nach Stuttgart und lernt prompt Fritzens Flamme Gitta kennen. Beide verlieben sich während der Fahrt ineinander. Daher in bester Stimmung, haut Gustl mit einem Rums den Gegner im Ring weg. 
Die Nachricht geht durch den Rundfunk, und Mimi platzt daheim vor Stolz über ihren niederschmetternden Gatten. Gitta aber, die den echten Boxer Rums kennt, informiert Helene und Mimi über die wahren Zusammenhänge, sodass Augusts Gattin vom kleinen Schwindel ihres Schnapsfabrikanten-Ehemanns erfährt. Sie will es ihm heimzahlen und erzählt überall herum, was für ein großartiger Boxer ihr Gatte sei. Demnächst steht anlässlich der Eröffnung einer Sporthalle in St. Pölten ein Schaukampf an, und Mimi vergattert ihren August, dort gegen den Profiboxer Hein Hummel anzutreten. Und damit der käsebleich werdende August diesmal nicht erneut seinen Fluchttrick anwenden kann, kündigt Mimi kurzerhand an, dass sie am Ring sitzen und ihn ordentlich anfeuern werde. Sohn Fritz und die hübsche Lili, bislang des Boxers heimliche Verlobte, haben in der Zwischenzeit zueinander gefunden und versprechen August, ihm irgendwie aus dem Schlamassel herauszuhelfen. Als erstes muss der echte Rums-Boxer auf Eis gelegt werden. Man lockt ihn in die Likörfabrik und schließt ihn dort in einem Raum ein. Dann soll Bruder Emil als falscher Arzt den anstehenden Ringgegner Hein Hummel ein wenig anknocken. Dies tut Emil, indem er den Kontrahenten seines Bruders kurzerhand mit Chloroform betäubt, sodass dieser schachmatt ist.
Unter diesen Umständen kann August es wagen, unter dem wachen Blick seiner Frau in den Ring zu steigen. Derweil hat Gitta das Klopfen des eingeschlossenen Boxers in der Fabrik gehört und die Feuerwehr informiert, die Gustl sogleich befreit. Um zu sehen, wer an seiner statt in St. Pölten in den Ring gestiegen ist, rast Gustl in halsbrecherischer Fahrt zum Austragungsort. Da Hein Hummel betäubt und somit nicht einsatzbereit ist, steigt Gustl kurzerhand selbst als Hein in den Ring, um dem anderen August Rums ordentlich eins auf die Nase zu geben. Der Schnapsfabrikant treibt den Boxer Gustl jedoch mit seiner tänzelnden Rückwärtsstrategie derart in den Wahnsinn, dass Gustl keinen Treffer landen kann. Als auch noch in einer der Ringpausen Lili ihrem Ex klarmacht, dass er sich von dem Boxamateur besiegen lassen muss, damit es morgen in den Gazetten nicht heißt, der Meisterboxer August Rums sei von Hein Hummel besiegt worden, beginnt Gustl zu schauspielern und täuscht einen K. o. vor. Mimi, die keine Ahnung hat, was hier vor sich geht, ist begeistert. Für sie ist ihr August kein Halbstarker mehr, sondern ihr ganz persönlicher Held. Dennoch nimmt sie ihm das Versprechen ab, nie mehr wieder in den Ring zu steigen.

## Produktionsnotizen
August der Halbstarke wurde in der zweiten Jahreshälfte 1956 gedreht und am 25. Januar 1957 in Österreich wie in Deutschland uraufgeführt. 
Produzent Alfred Stöger übernahm auch die Produktionsleitung, Leo Metzenbauer und Erich Hoffellner gestalteten die Filmbauten. Die Kostüme entwarf Margarethe Volters. Franz Josef Gottlieb war Regieassistent. Heinz Lazek trat als Berater der Boxszenen in Erscheinung.
Gerhard Bronner und Georg Kreisler verfassten das Lied Busen, die die Welt bedeuten.

## Kritik
Im Lexikon des Internationalen Films heißt es knapp: „Verwechslungsschwank von kläglichem Format.“